# هوجو تاکاایه
هوجو تاکاایه (به ژاپنی: 北条 高家 ほうじょう たかいえ)، تولد نامشخص - مرگ ۱۰ ژوئن ۱۳۳۳ میلادی ） در پایان دوره کاماکورا یک فرمانده نظامی، پسر هوجو توکی‌ایه از خاندان هوجو بود. همچنین به عنوان ناگائه تاکاایه نوشته شده است.
در مارس ۱۳۳۳، شورش گنکو آغاز شد،
در آوریل همان سال، شوگون‌سالاری کاماکورا تاکاایه را از کاماکورا، همراه با یک ملازم با نفوذ، آشیکاگا تاکائوجی، به کیوتو اعزام کرد.
طبق جلد نهم تایهیکی، «حمله به یاماساکی و نبرد هیسوکه ناواته»، تاکاایه با آکاماتسو نوریمورا و چیگوسا تاداآکی  (بخش فوشیمی، کیوتو، شهر کیوتو) در روز ۲۷ همان ماه جنگید. او با نیروهای چیگوسا تاداآکی، یوکی چیکامیتسو و دیگران درگیر شد، اما توسط سایو نوری، یکی از اعضای خاندان آکاماتسو و ارباب قلعه سایو، در نبرد جان باخت. طبق توضیحاتی که در تایهیکی آمده است، ظاهر بیش از حد آراسته او از او یک ژنرال بزرگ و یک دشمن ساخته بود.